# Kunsthochschule Kassel
Die Kunsthochschule Kassel (KhK) ist eine international orientierte Kunsthochschule, die künstlerische, gestalterische, kunstpädagogische und wissenschaftliche Studiengänge zusammenbringt. Mit dem Promotions- und Habilitationsrecht zählt sie zu den wenigen künstlerischen Hochschulen in Deutschland mit Universitätsstatus.
Etwa 1.000 Studierende einschließlich der Meisterschüler sind in den Studiengängen Bildende Kunst, Visuelle Kommunikation (künstlerische Abschlussprüfung), Produktdesign (Diplomprüfung), Kunstpädagogik (Staatsexamen) und Kunstwissenschaft immatrikuliert. Der interdisziplinäre Ansatz des Studiums bietet den Studierenden die Möglichkeit, ihr Wissen fächerübergreifend weiterzuentwickeln. Für alle Denk- und Arbeitsprozesse bietet die KhK ihren Studierenden 14 disziplinübergreifende Studienwerkstätten und setzt damit die Traditionen des Bauhauses fort, indem sie handwerkliche und künstlerische Kompetenzen miteinander verbindet.

## Geschichte

### Kasseler Kunstakademie

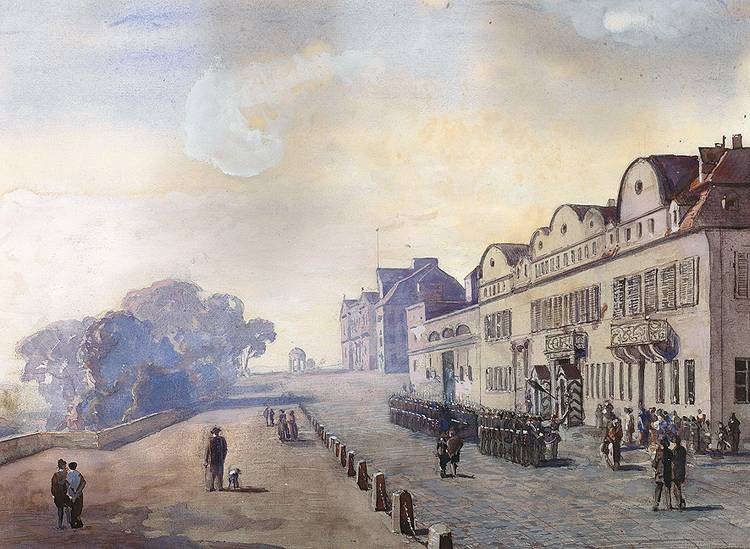
Erster Sitz der Akademie im Schloss Bellevue, gemalt von Louis Kolitz

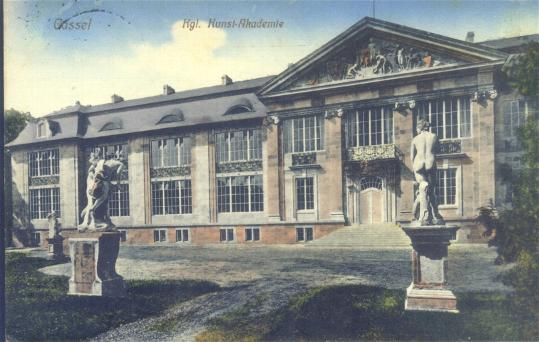
Kunstakademie Kassel 1912

Nach dem Siebenjährigen Krieg (1756–1763) begann Landgraf Friedrich II. von Hessen-Cassel mit der Ansiedlung von Manufakturen und Fabriken in Hessen und holte Künstler und Gelehrte nach Kassel. Am 18. Oktober 1777 löste er die „Académie de Peinture et de Sculpture de Cassel“ aus dem Collegium Carolinum heraus und eröffnete 1779 das Fridericianum als eines der ersten öffentlichen Museen auf dem europäischen Kontinent. Im selben Jahr bekam die Akademie ihre erste Satzung, in der die Rolle der Kunstförderung die der Lehre noch überwog. Mitbegründer und Lehrer für Malerei war Johann Heinrich Tischbein (1772–1789).
Der Wechsel hin zur Kunstlehranstalt fand 1838 statt, nachdem die Verantwortung für die Akademie 1832 auf die Regierung überging. Gegen Ende des 19. Jahrhunderts trennte sich die akademische Lehre immer mehr von der Ausbildung in gewerblicher Kunst. Eine eigene Kunstgewerbeschule entstand. Wesentliche Aspekte waren hier die Ausbildung zum Kunsterzieher und die Einführung von ersten Werkstätten.
Zusammen mit der Kunstakademie Stuttgart wurden Anfang des 20. Jahrhunderts in eingeschränkter Lehre und separaten Klassen offiziell auch Studentinnen zugelassen. In den 1920er Jahren führte die Akademie ebenfalls Werkstätten ein, um der zunehmenden Bedeutung des Handwerklichen in der Kunst gerecht zu werden. Der Versuch der preußischen Regierung, die Kunstakademie und die Kunstgewerbeschule zusammenzulegen, scheiterte. 1931 wurde die Akademie aus Sparzwängen offiziell geschossen, lediglich eine Klasse für Malerei bei Kay Nebel bestand weiter. 1935 wurde seitens des Reichsministeriums für Wissenschaft, Erziehung und Volksbildung (REM) in Berlin ein Stipendienprogramm für Nachwuchskräfte nationalsozialistischer Kunst eingerichtet. Dieses Programm wurde von Kay Nebel und Ludwig Thormaehlen (Landesmuseum Kassel) geleitet. In der Zeit zwischen 1933 und 1944 wechselte die Schule mehrfach ihren Namen und wurde personell erheblich verkleinert. Sie bestand weiter als „Staatliche Handwerkerschule“, „Meisterschule für das deutsche Handwerk“, sowie als „Meisterschule für das gestaltende Handwerk“, wurde jedoch zur Fachschule herabgestuft. 1943 wurden bei einem Luftangriff Gebäude und Einrichtung zerstört. Dabei wurden auch das Archiv der Schule vernichtet. Am 1. Mai 1944 erfolgte die Einstellung des Unterrichts. Das vorläufige Ende der zuletzt unter dem Namen „Staatlichen Meisterschule Kassel“ agierenden Einrichtung kam schließlich mit der Entlassung des kommissarischen Oberstudiendirektors Bruno Beneke am 6. Januar 1946 auf Veranlassung der Militärregierung.

### Neugründung und Gesamthochschule Kassel

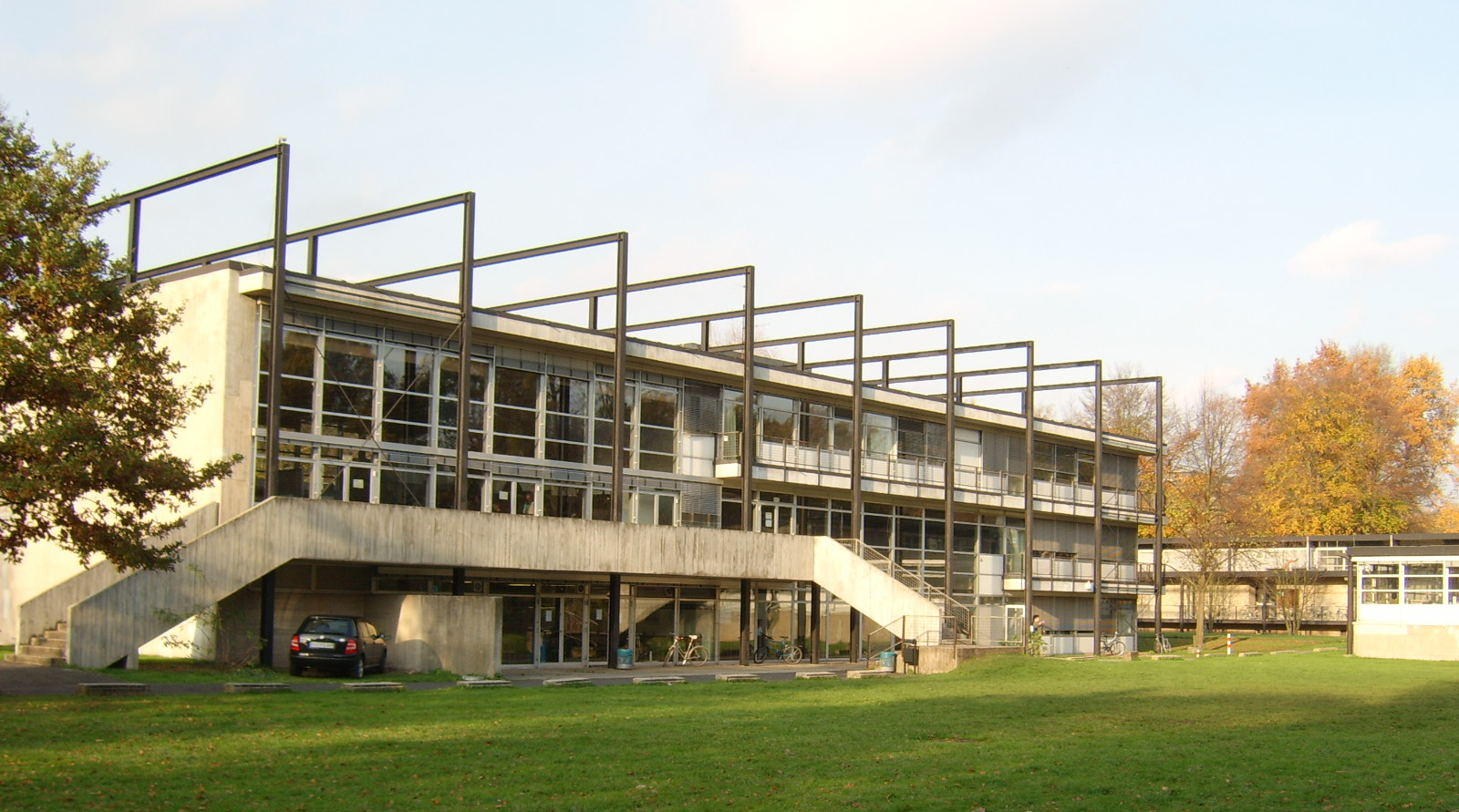
Nordbau der Kunsthochschule Kassel

Nach dem Krieg wurden sowohl 1946 die Kunstgewerbeschule unter dem Namen „Schule für Handwerk und Kunst“, später „Werkkunstschule“, als auch 1947 die Akademie unter dem Namen „Werkakademie“ wiedereröffnet. Diese wurde im Jahre 1960 zur „Staatlichen Hochschule für bildende Künste“. Durch die protegierte Stellung des Professors und documenta-Gründers Arnold Bode erfolgte nach dessen Erfolg im Jahr 1962 zur Erweiterung durch die didaktische Auslegung von Praxis und Anwendung innerhalb der Kasseler Schule. Die Werkkunstschule erlangte in dieser Zeit unter dem Direktor Jupp Ernst einen guten Ruf. Im Jahr 1962 bezog sie in einen Neubau von Paul Friedrich Posenenske am Rande der Karlsaue. 1968 folgte die Staatliche Hochschule in ein unmittelbares Nachbargebäude. Zwei Jahre später kam es zur Fusion der sogenannten „Hochschule für bildende Künste“.
1971 wurde die Gesamthochschule Kassel gegründet und alle hochschulähnlichen Einrichtungen in Kassel und Witzenhausen wurden in die neue Hochschule integriert. Zunächst entstanden in der Gründungsphase aus der „Hochschule für bildende Künste“ die Organisationseinheiten 04 Gestaltlehre, 05 Malerei/Plastik, 06 Architektur/Landschaftsarchitektur, 07 Graphic Design, 08 Industrial Design und 09 Kunstwissenschaft. 1977 zog die OE Architektur/Landschaftsarchitektur von der Karlsaue an den Holländischen Platz. Hierdurch wurde die Trennung der Architektur von den anderen künstlerisch/gestalterischen Fächern eingeläutet, wenngleich Teilbereiche der Architektur bis Ende der 1990er Jahre an der Karlsaue verblieben.
In der Aufbauphase wurden 1978 aus den Organisationseinheiten Fachbereiche gebildet: FB 10 Kunst sowie FB 11 Gestaltung (Stand Vorlesungsverzeichnis des SS 1979). Die OE Architektur/Landschaftsarchitektur wurde bereits mit der OE Architektur der ehemaligen Fachhochschule (der Ingenieurschule) zusammengelegt und aus der OE Architektur, Stadtplanung, Landschaftsplanung entstanden der FB 12 Architektur und der FB 13 Stadtplanung, Landschaftsplanung. Diese beiden Fachbereiche gingen als Studienbereich I in die Gesamthochschule Kassel und später in die Universität Kassel als FB 06 ASL – Architektur, Stadtplanung, Landschaftsplanung abseits der Kunsthochschule ein. Damit verlor der künstlerisch/gestalterische Bereich die Landschafts-/Architektur, auch wenn die interdisziplinäre Zusammenarbeit noch lange bestehen blieb.
In dieser Zeit wurde das Technische Zentrum als interdisziplinäre Einheit gegründet, die Werkstätten und Labore vor allem für Studierende künstlerischer und gestalterischer Studiengänge vereint. Räumlich, wahrnehmbar und als lebendige Schule existierte immer noch die „HbK“ in den alten Gebäuden an der Karlsaue, während die wachsende Gesamthochschule mehrere Standorte und den neuen, zentralen Campus am Holländischen Platz füllte.
Hervortretend war die Hochschule innerhalb der Jahre als „Hochschule für bildende Künste“ durch die Experimentalistik insbesondere in der Architektur und Offenheit. Protagonist dieser Phase ist der „Lehmbau-Papst“ Gernot Minke, dem die Verbindung von gezielter Auseinandersetzung und angewandter Praxis offensiv gelang. Auch Eberhard Fiebig war ein Repräsentant dieser Phase bis in die ausgehenden 1980er Jahre. Die Schule entwickelte in dieser Zeit ein eigenes, integriertes System der Darstellung und Vermittlung. Gleichwohl ist Lucius Burckhardt, Soziökonom und Stadtplaner, der lange Jahre die Freiraum- und Spaziergangswissenschaften pflegte, ein Vertreter dieser Zeit, wenn auch dem FB Architektur, Stadtplanung, Landschaftsplanung zugehörig.
Zum Sommersemester 1980 bildete sich der künstlerisch/gestalterische Bereich zu den drei Fachbereichen FB 22 Kunst, FB 23 Visuelle Kommunikation und FB 24 Produkt-Design um (Zählung zunächst FB 10/1–3). Diese Struktur wurde 20 Jahre lang, bis Ende der 1990er Jahre aufrechterhalten.

### Universität und Weg zur Kunsthochschule
In den 1990er Jahren trat die Gesamthochschule Kassel von der Aufbau- in die Konsolidierungsphase ein. Einher ging die knappe Finanzierung, die insbesondere im Bereich der Stellen hinter den Erwartungen zurückblieb. Die Hochschulleitung setzte nun auf die Konzentration der Fachbereiche. Gleichzeitig begann in der Hochschullandschaft die Diskussion über Profilbildung und Darstellung der Hochschulen. Die Gesamthochschule Kassel (GHK) nannte sich zunächst 1993 in Universität-Gesamthochschule Kassel (UGK) und später 2003 in Universität Kassel um. Die künstlerischen Fachbereiche wünschten sich als Kunsthochschule Kassel besser darzustellen und behaupten zu können. Ende der 90er wurde eine Kommission zur Vorbereitung der Kunsthochschule Kassel eingerichtet. Schließlich wurden im Jahr 2000 die Fachbereiche 22 Kunst (Freie Kunst, Kunstwissenschaft, Kunsterziehung), 23 Visuelle Kommunikation und 24 Produkt-Design zum FB 20 als teilautonomer Fachbereich zusammengefasst. Diesem wurde das Recht auf einen eigenen Rektor zugebilligt. Die offizielle Bezeichnung lautete „Kunsthochschule Kassel in der Universität Kassel“. Reiner Kallhardt wurde Gründungsrektor, 2004 wurde Karin Stempel zur ersten Rektorin gewählt, gefolgt von Christian Philipp Müller 2011. Im Jahr 2013 wurde Joel Baumann Rektor der Kunsthochschule, ihm folgte im November 2021 Martin Schmidl.

## Studienangebot

### Studiengänge
Die Kunsthochschule Kassel bietet folgende Studiengänge an:
- Lehramt Kunst (Grund-, Haupt- und Realschule, Gymnasium)
- Kunstwissenschaft
- Bildende Kunst
- Produktdesign (Industriedesign, Möbeldesign / Ausstellungsarchitektur, Design textiler Produkte, Theorie und Praxis der Gestaltung, Projektprofessur, L. & A. Burckhardt Professur)
- Visuelle Kommunikation (Studienschwerpunkte: Animation, Film und bewegtes Bild, Film und Fernsehen, Intermediale Fotografie, Games, Illustration/Comic, Neue Medien, Redaktionelles Gestalten, Sound, Theorie & Praxis der Visuellen Kommunikation)

### Werkstätten
Die Kunsthochschule Kassel bietet neben den studiengangsspezifischen Einrichtungen disziplinenübergreifende Werkstätten. Sie setzt damit Traditionen wie die des Bauhauses fort, handwerkliche und künstlerische Kompetenzen konstruktiv miteinander zu verbinden.
- Studienwerkstatt Fotografie
- Studienwerkstatt Holz
- Studienwerkstatt Kunststoff
- Studienwerkstatt Buch und Papier
- Studienwerkstatt Druck und Druckgestaltung
- Studienwerkstatt Keramik
- Studienwerkstatt Metall
- Studienwerkstatt Serigrafie
- Studienwerkstatt Textil
- Studienwerkstatt Typografie
- Studienwerkstätten für Lithografie und Tiefdruck
- Studienwerkstatt für digitale Entwurfs- und Fertigungsmethoden
- digipool – Studienwerkstatt für digitale Medien
- Zeichnung im Kontext

### Partnerhochschulen
Die Kunsthochschule Kassel pflegt Austauschprogramme mit folgenden Hochschulen:
- University of Art and Design Helsinki (Finnland)
- École Superieure d’Art de Grenoble (Frankreich)
- University of Portsmouth – Art and Design (Großbritannien)
- Glasgow School of Art (Großbritannien)
- Politecnico di Milano (Italien)
- Akademy of Fine Arts „Jan Matejko“, Krakau (Polen)
- Lusophone University of Humanities and Technologies, Lissabon (Portugal)
- Hochschule für Gestaltung und Kunst, Basel (Schweiz)
- Universidad Complutense de Madrid (Spanien)
- Universidad Europea de Madrid (Spanien)
- Universidad de Salamanca (Spanien)
- Universitat de València (Spanien)
- Universidad Nacional Autónoma de México (Mexiko)
- Sichuan Fine Arts Institute, Chongqing (China)
- University of Macau (China)
- Kyoto Seika University (Japan)

## Persönlichkeiten
Siehe auch: Liste von Persönlichkeiten der Kunstakademie Kassel
Persönlichkeiten seit 1945:
- A
  - Bini Adamczak, 2015–2016, Professor
  - Reinhard Ader,1970–1975, Student
  - Sinan Akkuş, 1994–2000, Student
  - Peter Angermann, 1992–1993, Professor
  - Mo Asumang, 1985–1990, Studentin
  - Hamdi el Attar, 1978–199?, Professor
- B
  - Hamid Baroudi, 1984–1988, Student
  - Joel Baumann, seit 2003, Professor
  - Karl Oskar Blase, 1966–1992, Professor
  - Heiner Blum, 1977–1983, Student
  - Peter Blum, bis 1991, Student
  - Manfred Bluth, 1974–1991, Professor
  - Arnold Bode, 1919–1924, Student; 1948–1961, Professor
  - Ayzit Bostan, seit 2012, Professorin
  - Antje Brüggemann-Breckwoldt, 1965–1966, 1969, Studentin
  - Andreas Bunte, bis 1993, Student
  - Georg Bussmann, 1980–1993, Professor
  - Michael Buthe, 1964–1965, Student
  - Gerhard Büttenbender, bis 1965, Student
- C
  - Dieter Crumbiegel, 1957–1961, Student
  - Christian Chruxin, 1958–1960, Student
- D
  - Hans Dehlinger, 1980–2004, Professor
  - Stefan Demary, 2007–2010, Professor
  - Gunter Demnig, 1971–1980, Student
  - Günter Dohr, 1958–1962, Student
  - Jiří Georg Dokoupil, 1994–1996, Professor
  - Hendrik Dorgathen, seit 2003, Professor
  - Paul Driessen, 1985–2005, Professor
- E
  - Holger Ernst, 1994–2001, Student
  - Jupp Ernst, Direktor der Werkkunstschule
- F
  - Eberhard Fiebig, 1974–1995, Professor
  - Mechthild Frisch, 1965–1968, Studentin
  - Annika Frye, 2004–2011, Studentin
  - Hardy Fischer, 1993–2014, Professor
- G
  - Christof Gassner, 1993–2006, Professor
  - Oliver Gerke, 2004–2009, Student
  - Rolf Gerner, 1961–1963, Student
  - Heiner Georgsdorf 1973–2005, Professor
  - Gisela Getty 1968–1972, Studentin
  - Horst Gläsker, 1998–2004, Professor
  - Gabriele Franziska Götz, 2008–2020, Professorin
  - Murat Günak, 197?–198?, Student
- H
  - Hans Haacke, 1956–1960, Student
  - Wolfgang Hahn, 1976–1981, Student; 1985–1988, Künstlerischer Mitarbeiter
  - Ilse Harms-Lipski (1927–2017), deutsche Malerin und Illustratorin
  - Mathilde ter Heijne, seit 2011, Professorin
  - Kai-Uwe Hemken, seit 2005, Professor
  - Hans Hillmann, 1949–1953, Student, 1959-, Professor
  - Stephan Hirzel, 1948–1965, Direktor der Werkakademie, ab 1960 umbenannt in „Staatlichen Hochschule für bildende Künste“
  - Georg Hoeltje, ab 1957, Dozent
  - Ulrich Holbein, ab 1976–1982 Student
  - Alfons Holtgreve, 1977–1982, Student
  - Patrick Huber, 1984–1991 Student, 1994–1999 Mitarbeiter Bildhauerei
  - Lorenz Humburg, 1906–1994, Student
  - Andreas Hykade, seit 2005, Professor
- J
  - Elisabeth Jaspersen, 1920–1922, Studentin
  - Albert Johannsen, 1919–1921, Student
  - Heinrich Christoph Jussow, 1778–1781 Student; 1781–1??? Professor; Direktor
- K
  - Siglinde Kallnbach 1976–1983, Studentin
  - Reiner Kallhardt, 1956–1958, Student; 1970–2002, Professor; 2000–2004 Rektor
  - Thomas Kapielski 1990–1991, Professor
  - Jochen Kastrup, 197?, Student; 1992–2015, Professor
  - Werner Kausch, 1973–19??, Professor
  - Harald Kimpel, 1970–1975, Student
  - Martin Kippenberger, 1990–1992, Professor
  - Artur Klose, 1994–2001, Student
  - Beat Knoblauch, 1970–197?, Student
  - Stefan Koppelkamm, 1971–1976, Student
  - Harry Kramer, 1970–1992, Professor
  - Helmut Krauch, 1972–1992, Professor
  - Guido Kühn, 1989–1994, Student, 1996–1998, Dozent
  - Günter Kupetz, 1971–1973, Professor
  - Sigrid Kupetz, 1976–1991, Professorin
  - Matthias Kutschke, um 1981, Student
- L
  - Peter Lakotta, 1955–1960, Student
  - Wolfgang Lauenstein, 198?–1988, Student
  - Christoph Lauenstein, 198?–1988, Student
  - Hans Leistikow, 1948–1959, Professor
  - Jan Lenica, 1979–1985, Professor
  - Ute Lindner, 1990–1995, Studentin
  - Urs Lüthi, 1994–2014, Professor
  - Nils Loof, 1993–1999, Student
- M
  - Gordian Maugg, 1987–1993, Student
  - Bjørn Melhus, seit 2003, Professor
  - Tyron Montgomery, 1991–1998, Student
  - Pitt Moog, 1952–1958, Student
  - Pit Morell, 1958–1960, Student
  - Christian Philipp Müller, 2011–2013, Rektor; seit 2013, Professor
- N
  - Emil Neumann, nach 1867, Student; 1891–1903, Professor
  - Floris Michael Neusüss, 1972–2002, Professor
  - Werner Nöfer, 1970/71, Gastdozent
- O
  - Nicolaus Ott, 1998–2012, Professor
- P
  - Ursula Panhans-Bühler, 1997–2012, Professorin
  - Herbert Paschen, 198?–1998, Honorarprofessor
  - Bernhard Prinz, seit 2004, Professor
  - Walter Popp, 1954–1977, Dozent
- Q
  - Konrad Quillmann 1957–1961, Student
- R
  - Peter Raacke, 1958–1961, Dozent
  - Norbert Radermacher, seit 1992, Professor
  - Gunter Rambow, 1974–1991, Professor
  - Reinhold Rieckmann, 1966–1971, Student
  - Marie-Louise von Rogister, 1920–1924, Studentin, 1959–1968, Dozentin[11]
  - Tim Otto Roth, 1995–2004, Student
  - Ernst Röttger, 1939–196?, Lehrer und Professor
- S
  - Olaf Saumer, 1999–2007, Student
  - Karl Schaper, nach 1947, Student
  - Albert Schindehütte, 1956–1959, Student
  - Christina Schindler, 1981–1986, Studentin
  - Wilhelm Schlote, 1968–1972, Student
  - Peter Schmidt, um 1958, Student
  - Wolfgang Schmidt, um 1950, Student
  - Martin Schmitz, seit 2013 Professor
  - Dierk Schmidt, seit 2017, Professor
  - Helmut Schmidt Rhen, 1957–1960, Student
  - Paul Schneider, 1948–1951, Student
  - Rob Scholte, 1993–1998, Professor
  - Kornelia Scholz, um 1981, Studentin
  - Alf Schuler, 1989–2011, Professor
  - Gernot Schwaiger, ca. 1970er Jahre, Student
  - Antje Siebrecht, 1979–1985, Studentin
  - Florian Slotawa, seit 2011, Professor
  - Horst Sommerlatte, bis 1966, Student, 1977–2005, Professor
  - Johannes Spehr, seit 2004 (?), Professor
  - Wolfram Spyra, – 1992, Student
  - Tom Sommerlatte, 1997–201?, Honorarprofessor
  - Bernhard Stein, 1998–2015, Professor
  - Thomas Stellmach, 198?–199?, Student
  - Karin Stempel, 2004–2010, Rektorin
  - Daniel Stieglitz, 2000–2008, Student
  - Rainhardt Stulz, 1986–199?, Professor
  - Robert Sturm, 1956–1962, Student
- V
  - Oliver Vogt, seit 2006, Professor
  - Manfred Vosz, 1972–2014, Professor
- W
  - Horst Wackerbarth, 197?–197?, Student
  - Arno Waldschmidt 1956–1959, Student
  - Carl Heinz Wienert, 1948–1953, Student
  - Fritz Winter, 1955–1970, Professor
  - Adolf Winkelmann, 1965–1968, Student, 1970–1972, Gastdozent
  - Jutta Winkelmann, 1968–1972, Studentin
- X
  - Miao Xiaochun, 1995–1999, Student
- Y
  - Mona Yahia, 1986–1992, Studentin

## Gründungen der Kasseler Kunsthochschule
- Kasseler Realismus, Schule für realistische Malerei
- Kasseler Schule der Plakatkunst, Buch- und Zeitschriftengrafik, eine Stilrichtung
- Kasseler Schule für Keramik, eine Keramikschule
- Kasseler Filmkollektiv, Künstlerkollektiv, von Studenten der Kunsthochschule Kassel gegründet
- Werkstatt Rixdorfer Drucke, Albert Schindehütte und Arno Waldtschmidt wurden an der Kunsthochschule Kassel ausgebildet
- Jawoll, Band der Neuen Deutschen Welle, gegründet an der Kasseler Kunsthochschule

## Varia
- An der Kunsthochschule Kassel entstanden die mit dem Oscar prämierten Kurzfilme Balance der Brüder Wolfgang und Christoph Lauenstein (1989) und Quest von Thomas Stellmach und Tyron Montgomery (1996).